# Phaeophyscia culbersonii
Phaeophyscia culbersonii är en lavart som beskrevs av Essl. Phaeophyscia culbersonii ingår i släktet Phaeophyscia och familjen Physciaceae.   Inga underarter finns listade i Catalogue of Life.